# Budișteni, Argeș
Budișteni este un sat în comuna Leordeni din județul Argeș, Muntenia, România. Acesta este un sat adunat specific zonei de câmpie împrejmuită de dealuri. Este unul din cele 14 sate ale comunei Leordeni. O parte din locuitori se ocupă cu agricultura, iar mulți din locuitori lucrează în orașul Topoloveni sau chiar în Pitești.